# Leucoloma serraticuspis
Leucoloma serraticuspis là một loài rêu trong họ Dicranaceae. Loài này được P. de la Varde mô tả khoa học đầu tiên năm 1948.